# Ejn Zivan
Ejn Zivan (hebrejsky עֵין זִיוָן nebo עין זיוון, podle jména nedaleké vysídlené syrské vesnice obývané čerkeskými muslimy Ein Alziwan, jejíž jméno odkazovalo na místní druh obiloviny, v oficiálním přepisu do angličtiny En Ziwan, přepisováno též Ein Zivan) je izraelská osada a vesnice typu kibuc na Golanských výšinách v Oblastní radě Golan.

## Geografie
Vesnice se nachází v nadmořské výšce 960 metrů, cca 43 kilometrů severovýchodně od města Tiberias, cca 85 kilometrů severovýchodně od Haify a cca 155 kilometrů severovýchodně od centra Tel Avivu, na náhorní plošině v severní části Golanských výšin, na jižním úbočí hory Har Avital (הר אביטל) a severozápadně od hory Har Bnej Rasan, na které stojí Golanská větrná farma. V okolí se nacházejí prameniště vodního toku Nachal Zavital. Obec je situována jen cca 2 kilometry od nárazníkového pásma, které odděluje území pod kontrolou Izraele a Sýrie.
Na dopravní síť Golanských výšin je napojen pomocí silnice číslo 91 (západní směr) a silnice číslo 98 (severojižní směr).

## Dějiny
Ejn Zivan leží na Golanských výšinách, které byly dobyty izraelskou armádou v roce 1967 a jsou od té doby cíleně osidlovány Izraelci. Tato obec byla založena už v lednu 1968 na místě vysídlené syrské vesnice Ein Alziwan.
První osadníci sem přišli 23. ledna 1968. Podle zprávy vypracované roku 1977 pro Senát Spojených států amerických byl počet obyvatel Ejn Zivan odhadován na 350. Obyvatelé byli stoupenci Izraelské strany práce. Celková plocha obce byla udávána na 5000 dunamů (5 kilometrů čtverečních).
Obyvatelstvo se zabývá zemědělstvím. Pěstuje se zde víno a okolo vesnice se rozkládají ovocné sady. Příjmy obce zároveň zajišťuje turistický ruch. Je zde 30 pokojů pro hosty. Kibuc prošel jako jeden z prvních v Izraeli už v roce 1992 privatizací a funguje nyní již téměř bez kolektivního hospodaření. Sice jde stále formálně o kibuc, ale jeho členové si rozdělují výdělky podle odvedené práce. Nově příchozí obyvatelé už pak jsou ryze soukromými rezidenty.
V obci nejsou školská zařízení. Předškolní péče o děti je zajištěna v sousedních vesnicích Ortal nebo Merom Golan. V Merom Golan je i základní škola. V Ejn Zivan funguje obchod se smíšeným zbožím a plavecký bazén.

## Demografie
Ejn Zivan je osadou se sekulárním obyvatelstvem. Jde o menší sídlo vesnického typu s dlouhodobě mírně rostoucí populací. K 31. prosinci 2014 zde žilo 280 lidí. Během roku 2014 stoupla populace o 11,1 %.
| Rok            | 1983 | 1995 | 1999 | 2000 | 2001 | 2003 | 2004 | 2005 | 2006 | 2007 | 2008 | 2009 | 2010 | 2011 | 2012 | 2013 | 2014 |
| -------------- | ---- | ---- | ---- | ---- | ---- | ---- | ---- | ---- | ---- | ---- | ---- | ---- | ---- | ---- | ---- | ---- | ---- |
| Počet obyvatel | 199  | 205  | 251  | 233  | 217  | 212  | 214  | 229  | 216  | 213  | 197  | 212  | 213  | 210  | 230  | 252  | 280  |